# Abraham Lincoln Presidential Library and Museum
Pour les articles homonymes, voir Abraham Lincoln (homonymie).
L'Abraham Lincoln Presidential Library and Museum est une bibliothèque et un musée qui retrace et documente la vie d'Abraham Lincoln, 16e président des États-Unis,  et le cours de la guerre de Sécession. Combinant un aspect académique traditionnel et des techniques de mises en scène dernier cri. Il est situé à Springfield, capitale de l'Illinois. La bibliothèque a ouvert en octobre 2004 et le musée en avril 2005, le président George W. Bush et le sénateur Barack Obama étant tous les deux intervenus lors de l'inauguration. Jusqu'à cette ouverture, le théâtre Ford tenait le rôle de "Musée Lincoln".
Depuis son ouverture, il est l'un des musées présidentiels les plus visités, recevant plus d'un million de visiteurs lors des 20 premiers mois.

## Architecture
L'Abraham Lincoln Presidential Library and Museum est situé dans le quartier historique de Springfield, près de plusieurs autres sites culturels liés à Abraham Lincoln. Le musée et la bibliothèque se divisent en trois structures. Chaque structure courant sur un block (pâté de maisons).
Les deux bâtiments abritant respectivement le musée et la bibliothèque sont séparés par une rue et reliés par un passage couvert au-dessus de la chaussée. L'entrée de chaque bâtiment reproduit une rotonde, reflétant le dôme du vieux capitole de l'Illinois où Lincoln siégea pendant quatre législatures. Les deux structures ont été dessinées par le cabinet d'architecture HOK.
Le troisième bâtiment, l'ancienne Springfield Union Station, a été réaménagé pour servir de centre des visiteurs du musée. 
L'Abraham Lincoln Presidential Library and Museum ne fait pas partie du système des bibliothèques présidentielles gérées par la NARA, les archives nationales américaines, mais par l'Agence de préservation historique de l'Illinois (en). 

## Source
- (en) Cet article est partiellement ou en totalité issu de l’article de Wikipédia en anglais intitulé « Abraham Lincoln Presidential Library and Museum » (voir la liste des auteurs).